# Registrske tablice Srbije
Registrske oznake Srbije so bile v trenutni obliki uvedene 1. januarja 2011. Tablice so bele barve s črno obrobo. Sestavljene so iz dvočrkovne krajevne oznake, ki ji sledita grb Srbije in cirilični zapis oznake kraja, ter serijske oznake iz treh ali štirih števk, vezaja in dveh črk. Na levi strani se nahaja modro polje z mednarodno avtomobilsko oznako države (SRB).
V uporabi so vse črke srbske abecede z izjemo dvočrkij (Lj, Nj, Dž) ter črke W, X in Y. Od julija 2017 se ne izdajajo več tablice s črkami Č, Ć, Š, Ž, Đ, W in Y. Mogoče je naročilo tablice po meri s tremi do petimi črkami ali s kombinacijo črk in največ treh številk. Tablice imajo vgrajeno odsevno folijo za preprečevanje ponarejanja in čip RFID. Dimenzije so standardne za evropske registrske tablice (520,5 × 112,9 mm).

## Zgodovina
Socialistična federativna republika Jugoslavija je uporabljala obliko registrskih tablic, uvedeno leta 1961: oznaka registracijskega območja, rdeča zvezdica in štiri- do šestmestna registrska številka, razdeljena z vezajem. Po razpadu SFRJ je Zvezna republika Jugoslavija leta 1998 zamenjala rdečo zvezdico z zastavo države; z izjemo te spremembe je Srbija nadaljevala jugoslovanski sistem do 31. decembra 2010. 
Mednarodna oznaka ZR Jugoslavije je bila YU; njena naslednica Srbija in Črna gora je uporabljala oznako SCG. Po razpadu slednje sta državi dobili oznaki SRB in MNE. Ker so bile registrske tablice znatno krajše od evropskega standarda, so imele na levi strani pogosto dodano polje z oznako in simbolom države. 

## Oznake območij
Od leta 2018 obstaja (vključno s Kosovom) 80 registracijskih območij:
| Oznaka | Oznaka | Mesto               | Občine |
| lat.   | cir.   | Mesto               | Občine |
| ------ | ------ | ------------------- | --- |
| AC     | АЦ     | Aleksandrovac       | Aleksandrovac |
| AL     | АЛ     | Aleksinac           | Aleksinac |
| AR     | АР     | Aranđelovac         | Aranđelovac |
| BB     | ББ     | Bajina Bašta        | Bajina Bašta |
| BČ     | БЧ     | Bečej               | Bečej |
| BĆ     | БЋ     | Bogatić             | Bogatić |
| BG     | БГ     | Beograd             | Beograjske mestne občine: Barajevo, Čukarica, Grocka, Lazarevac, Mladenovac, Novi Beograd, Obrenovac, Palilula, Rakovica, Savski venac, Sopot, Stari grad, Surčin, Voždovac, Vračar, Zemun, Zvezdara |
| BO     | БО     | Bor                 | Bor, Majdanpek |
| BP     | БП     | Bačka Palanka       | Bačka Palanka |
| BT     | БТ     | Bačka Topola        | Bačka Topola |
| BU     | БУ     | Bujanovac           | Bujanovac |
| ČA     | ЧА     | Čačak               | Čačak |
| ĆU     | ЋУ     | Ćuprija             | Ćuprija |
| DE     | ДЕ     | Despotovac          | Despotovac |
| ĐA     | ЂА     | Đakovica            | Dečani, Đakovica |
| GL     | ГЛ     | Gnjilane            | Gnjilane, Kosovska Kamenica, Novo Brdo, Vitina |
| GM     | ГМ     | Gornji Milanovac    | Gornji Milanovac |
| IC     | ИЦ     | Ivanjica            | Ivanjica |
| IN     | ИН     | Inđija              | Inđija |
| JA     | ЈА     | Jagodina            | Jagodina, Rekovac |
| KA     | КА     | Kanjiža             | Kanjiža |
| KC     | КЦ     | Koceljeva           | Koceljeva |
| KG     | КГ     | Kragujevac          | Batočina, Knić, Kragujevac, Lapovo, Rača |
| KI     | КИ     | Kikinda             | Čoka, Kikinda, Novi Kneževac |
| KL     | КЛ     | Kladovo             | Kladovo |
| KM     | КМ     | Kosovska Mitrovica  | Kosovska Mitrovica, Leposavić, Srbica, Vučitrn, Zubin Potok, Zvečan |
| KO     | КО     | Kovin               | Kovin |
| KŠ     | КШ     | Kruševac            | Brus, Ćićevac, Kruševac, Varvarin |
| KV     | КВ     | Kraljevo            | Kraljevo |
| KŽ     | КЖ     | Knjaževac           | Knjaževac |
| LB     | ЛБ     | Lebane              | Lebane |
| LE     | ЛЕ     | Leskovac            | Bojnik, Crna Trava, Leskovac, Medveđa |
| LO     | ЛО     | Loznica             | Krupanj, Loznica, Ljubovija, Mali Zvornik |
| LU     | ЛУ     | Lučani              | Lučani |
| NG     | НГ     | Negotin             | Negotin |
| NI     | НИ     | Niš                 | Doljevac, Gadžin Han, Merošina, Niš, Ražanj, Svrljig |
| NP     | НП     | Novi Pazar          | Novi Pazar |
| NS     | НС     | Novi Sad            | Bač, Bački Petrovac, Beočin, Novi Sad, Petrovaradin, Srbobran, Sremski Karlovci, Temerin, Titel, Žabalj                                                                                              |
| NV     | НВ     | Nova Varoš          | Nova Varoš |
| PA     | ПА     | Pančevo             | Alibunar, Kovačica, Opovo, Pančevo |
| PB     | ПБ     | Priboj              | Priboj |
| PE     | ПЕ     | Peć                 | Istok, Klina, Peć |
| PI     | ПИ     | Pirot               | Babušnica, Bela Palanka, Dimitrovgrad, Pirot |
| PK     | ПК     | Prokuplje           | Blaca, Kuršumlija, Prokuplje, Žitorađa |
| PN     | ПН     | Paraćin             | Paraćin |
| PO     | ПО     | Požarevac           | Golubac, Kučevo, Malo Crniće, Požarevac, Veliko Gradište, Žabari, Žagubica |
| PP     | ПП     | Prijepolje          | Prijepolje |
| PR     | ПР     | Priština            | Glogovac, Kosovo Polje, Lipljan, Obilić, Podujevo, Priština |
| PT     | ПТ     | Petrovac            | Petrovac na Mlavi |
| PZ     | ПЗ     | Prizren             | Gora, Orahovac, Prizren, Suva Reka |
| PŽ     | ПЖ     | Požega              | Požega |
| RA     | РА     | Raška               | Raška |
| RU     | РУ     | Ruma                | Irig, Pećinci, Ruma |
| SA     | СА     | Senta               | Ada, Senta |
| SC     | СЦ     | Surdulica           | Surdulica |
| SD     | СД     | Smederevo           | Smederevo |
| SJ     | СЈ     | Sjenica             | Sjenica |
| SM     | СM     | Sremska Mitrovica   | Sremska Mitrovica |
| SO     | СО     | Sombor              | Apatin, Kula, Odžaci, Sombor |
| SP     | СП     | Smederevska Palanka | Smederevska Palanka |
| ST     | СТ     | Stara Pazova        | Stara Pazova |
| SU     | СУ     | Subotica            | Mali Iđoš, Subotica |
| SV     | СВ     | Svilajnac           | Svilajnac |
| ŠA     | ША     | Šabac               | Šabac, Vladimirci |
| ŠI     | ШИ     | Šid                 | Šid |
| TO     | ТО     | Topola              | Topola |
| TS     | ТС     | Trstenik            | Trstenik |
| TT     | ТT     | Tutin               | Tutin |
| UB     | УБ     | Ub                  | Ub |
| UE     | УЕ     | Užice               | Arilje, Čajetina, Kosjerić, Užice |
| UR     | УР     | Uroševac            | Kačanik, Štimlje, Štrpce, Uroševac |
| VA     | ВА     | Valjevo             | Lajkovac, Ljig, Mionica, Osečina, Valjevo |
| VB     | ВБ     | Vrnjačka Banja      | Vrnjačka Banja |
| VL     | ВЛ     | Vlasotince          | Vlasotince |
| VP     | ВП     | Velika Plana        | Velika Plana |
| VR     | ВР     | Vranje              | Bosilegrad, Preševo, Trgovište, Vladičin Han, Vranje |
| VS     | ВС     | Vrbas               | Vrbas |
| VŠ     | ВШ     | Vršac               | Bela Crkva, Plandište, Vršac |
| ZA     | ЗА     | Zaječar             | Boljevac, Sokobanja, Zaječar |
| ZR     | ЗР     | Zrenjanin           | Nova Crnja, Novi Bečej, Sečanj, Zrenjanin, Žitište |

### Kosovo
Sedem oznak (v tabeli označenih s sivo barvo) označuje registracijska območja na Kosovu, ki ga Srbija šteje kot lastno avtonomno pokrajino. Kosovske oblasti izdajajo lastne registrske tablice, srbske tablice z oznakami kosovskih območij pa štejejo za neveljavne in jih policija pogosto zasega.

## Posebne tablice
Alternativne dimenzije registrskih tablic so 341,8 × 202,8 mm. Registrska oznaka je izpisana v dveh vrsticah, naročilo oznake po meri pa ni možno.
Registrske tablice motornih koles in težkih trikoles so dimenzij 153,3 × 153,3 mm. Registrska oznaka je sestavljena iz dveh števk, vezaja in treh števk (12-345). Tablice mopedov, lahkih trikolesnikov in lahkih štirikolesnikov so enakih dimenzij, rumene barve in z registrsko oznako iz treh števk, vezaja in dveh števk (123-45).
Tablice motokultivatorjev so rumene barve in dimenzij 341,8 × 202,8 mm, oznaka je izpisana v dveh vrsticah v obliki AB-123. Tablice traktorjev in delovnih strojev so zelene barve; oblika registrske oznake je ABC-12.
Registrske tablice vozil, s katerimi se opravljajo taksi prevozi, se končujejo s črkama TX.
Vozila, ki presegajo predpisane dimenzije, največjo dovoljeno maso ali osno obremenitev, imajo registrske tablice rdeče barve z belo obrobo in znaki.
Registrske tablice priklopnikov imajo oznako območja izpisano za registrsko oznako.

### Diplomatska predstavništva
Registrske tablice za vozila diplomatsko-konzularnih predstavništev, misij tujih držav in predstavništev mednarodnih organizacij v Srbiji so črne barve, z rumenimi znaki in obrobo. Na levi strani je navpično izpisana oznaka registrskega območja, sledi številčna oznaka države predstavništva. Črka, ločena od številk z vezajema, označuje dejavnost predstavništva. Za registrsko oznako je navpično izpisano leto veljavnosti tablice.
Črkovne oznake dejavnosti predstavništva so:
- A – vozila v lasti diplomatsko-konzularnih predstavništev, misij tujih držav in predstavništev mednarodnih organizacij ter njihovega osebja, ki ima diplomatski status;
  - CD – dopolnilna oznaka za vozila oseb z diplomatskim statusom (Corps Diplomatique);
  - CMD – dopolnilna oznaka za vozila vodje diplomatskega predstavništva ali predstavništva mednarodne organizacije (Chef de Mission Diplomatique);
- M – vozila tujcev, ki so zaposleni v predstavništvih, vendar nimajo diplomatskega statusa (Mission staff);
- P – vozila v lasti tujih kulturnih predstavništev in tujih dopisništev (Press).

### Ministrstvo za notranje zadeve
Registrske tablice vozil organov za notranje zadeve (kot je policija) so modre z belo obrobo in znaki. Na mestu krajevne oznake je cirilična črka П (P), ki ji sledi registrska številka.
Za potniška vozila policije, s katerimi varujejo vozila s spremstvom, in določena vozila policije za posebne namene se lahko izdajo registrske tablice z napisom »Policija«. Te so bele barve, na levi strani je izpisana registrska številka v dveh vrsticah po dve števki, preostanek zavzemata grb in cirilični napis ПОЛИЦИЈА (POLICIJA).

### Začasne in izvozne tablice
Registrske tablice za začasno registrirana vozila imajo namesto zadnjih dveh črk v registrski oznaki navpično izpisane črki RP (registrovano privremeno) na rumeni podlagi in števki, ki označujeta letnico preteka veljavnosti registracije.
Tablice vozil za izvoz iz Srbije se začnejo z oznako RPE, za grbom stoji oznaka registracijskega območja in registrska številka. Na desni je navpično izpisana letnica preteka veljavnosti registracije.
Za vozila na preskusnih vožnjah, vozila na poti do mesta dodelave ali prodaje, vozila z izgubljenimi registrskimi tablicami in nekatera druga se izdajajo tablice za začasno označevanje. Tovrstne tablice se tiskajo na kartonu v dimenzijah 340 × 180 mm. Na vrhu tablice je cirilični napis ПРОБА (PROBA), pod njim je oznaka registracijskega območja in štirimestna registrska številka. Tablice za začasno označevanje novih vozil, za katera je izdano dovoljenje o izpolnjevanju pogojev za preskusno vožnjo, imajo aluminijaste tablice standardnih dimenzij, na katerih napis ПРОБА stoji na desni za dvomestno registrsko številko.